# Iselsee
Der Stausee Arosa, auch Stausee Isel oder Iselsee genannt, ist ein auf 1606 m gelegener Stausee in Arosa im Schweizer Kanton Graubünden. Er wird von Arosa Energie betrieben.

## Lage und Beschreibung
Der Stausee Arosa existiert seit 1897 und liegt unweit der Grünseen im Gebiet «Isel»/«Schlugg» an der Plessur, rund 100 Höhenmeter unterhalb des Untersees. Er wird gestaut durch die rund 12 m hohe Staumauer Schwellwuhr. Im Unterschied zum Speichersee Hintere Hütte der Arosa Bergbahnen dient er nicht der künstlichen Skipistenbeschneiung, sondern der Stromproduktion.

## Flora und Fauna
Seit Bestehen des Sees haben die Geschiebe von Plessur und Furggabach ein wachsendes Delta angeschüttet. Obwohl dem Stausee ein schützender Schilfgürtel völlig fehlt, lassen sich dort zahlreiche Wasser- und Riedvögel wie beispielsweise Haubentaucher nieder. Auch die Bekassine ist gelegentlich zu sehen; ein heimlicher, sich drückender Sumpfvogel mit heiserem, rätschendem Ruf. 1967 überwinterte am Stausee ein Höckerschwan, der erst um Ostern wieder wegflog. Bei Reparaturen und Revisionen lässt man den See hin und wieder auslaufen, so zuletzt im Sommer 2011. Einen Teil der Forellen nimmt jeweils die Plessur mit, den Rest versucht man einzufangen. An einem solchen Fang beteiligen sich bisweilen auch Fischfrevler und Kolkraben.

## Freizeit, Tourismus, Sport
Trotz seiner idyllischen Lage am Schanfigger Höhenweg und der an seinem Südufer vorbeiführenden Langlaufloipe ist der Stausee Arosa für Freizeit und Sport nicht freigegeben. Das Fischen vom Ufer aus ist für patentierte Fischer allerdings gestattet.

## Geschichtliches zu Arosa Energie
1889 reichte der Aroser Kurgast Franz Boerckel dem Gemeinderat Arosa ein Konzessionsgesuch für die Erstellung und den Betrieb eines privaten Elektrizitätswerkes in der Isel ein, das jedoch vorerst nicht realisiert wurde. Nachdem andere Interessenten 1894 auch den Mühleboden als möglichen Standort für einen Stausee in Betracht gezogen hatten, bildete sich in den Jahren 1895/96 in Arosa ein Komitee für die Einführung der elektrischen Beleuchtung. Am 21. September 1896 wurden die Aktionäre der «Konsumgesellschaft für elektrisches Licht», die insgesamt ein Aktienkapital von Fr. 72'000.– in sechzigfränkigen Titeln gezeichnet hatten, zu einer ersten Versammlung ins Hotel Schweizerhof, der heutigen Montana Apotheke, eingeladen. Nur zwei Tage später, am 23. September, reichte die Gesellschaft dem Gemeinderat das entsprechende Konzessionsgesuch zur Nutzung der Wasserkraft der Plessur vom sogenannten «Schlugg» bis zur damaligen Aroser Gemeindegrenze zu Langwies ein. Die Gemeindebehörde ihrerseits erteilte der Aktiengesellschaft am 27. September 1896 die Konzession unter Einräumung des Rechts, das Werk jederzeit käuflich übernehmen zu können. Im Weiteren war die Gesellschaft verpflichtet, die elektrische Kraft für alle installierten Glühlampen im neuen Schul- und Gemeindehaus kostenlos zu liefern und für eine bestmögliche Strassenbeleuchtung zu sorgen. Die Gemeindeversammlung genehmigte am 29. November 1896 die Konzessionserteilung.
Anfang Mai 1897 konnte mit den Bauarbeiten am Schwellwuhr und am Maschinenhaus in da Brünst unterhalb der Blau Rüfi begonnen werden. Die Staumauer war ursprünglich nur 2,50 m hoch und bestand aus Beton und Zementmauern. Am 25. November desselben Jahres wurde die Anlage übernommen, und am Samstag, 27. November 1897, brannte zum ersten Mal elektrisches Licht in Arosa. Mit einem Umzug durch das Dorf und einem einfachen Nachtessen im Hotel «Seehof» feierten die Einwohner das Ereignis. Die Baukosten beliefen sich auf Fr. 234'500.–. 1906 und 1924 wurde die Mauer zwecks Erweiterung der Kapazität um insgesamt 1,12 m erhöht. Nachdem das Elektrizitätswerk 1930 in das Eigentum der Gemeinde Arosa übergegangen war, wurde 1938 unterhalb des alten Wehrs eine um nochmals 2 m höhere Mauer erstellt, womit die überflutete Fläche des Sees neu 29'000 m² betrug.

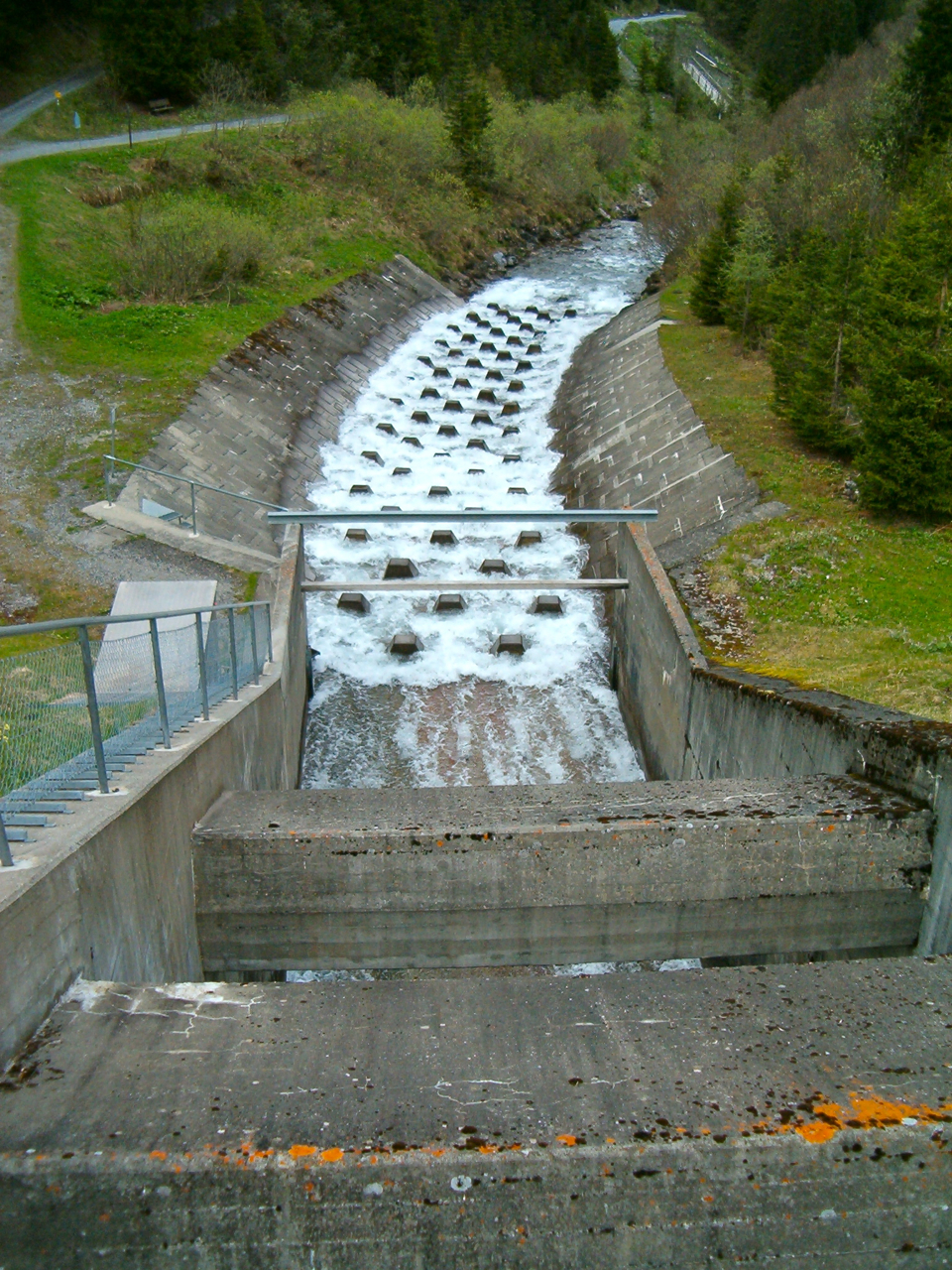
Überlauf Schwellwuhr, Im «Schlugg»

Mit 268 Ja- gegen 132 Nein-Stimmen (Stimmbeteiligung 83 %!) unterstützten die Stimmberechtigten am 30. August 1964 den Antrag der Gemeindebehörde, dem Konsortium Plessur die Nutzung der Wasserkraft der Plessur mit Seitenbächen zu erteilen und das Kraftwerk Arosa-Lüen zu erstellen. Das geplante Kraftwerk hätte das Gefälle der Plessur zwischen dem Stausee Isel (70 m hoher Staudamm und 31 Mio. m³ Nutzinhalt) und dem bestehenden Kraftwerk Lüen auf einem Bruttogefälle von 890 m genutzt. Die darauf vorgenommenen umfassenden geologischen Untersuchungen im Gebiet der Isel ergaben dann wesentlich ungünstigere Resultate, als auf Grund der früheren Abklärungen angenommen werden durfte. Unter anderem wurde befürchtet, dass durch die Realisierung eines solch riesigen Sees, der – zehnmal grösser als der Obersee – die gesamte Isel samt einem Grossteil des vorderen Welschtobels überflutet hätte, das Aroser Dorfgebiet ins Rutschen kommen könnte. Das Konsortium sah sich gezwungen, von der Weiterbearbeitung des Projekts Abstand zu nehmen.
Im September 1968 wurde der See um zusätzliche 3,20 Meter aufgestaut, und das 1897 erstellte Werk in da Brünst konnte stillgelegt und durch das neue, in der Talsohle bei Litzirüti gelegene ersetzt werden. Die nutzbare Wassermenge erhöhte sich so von 50'000 m³ auf 270'000 m³. 1982 wurde das Stauvolumen nochmals durch eine Stauzielerhöhung auf 350'000 m³ erweitert. Der Stausee erreichte dadurch seine heutige Ausdehnung.
2011 führte Arosa Energie an der Infrastruktur des Kraftwerks Litzirüti umfangreiche Revisionsarbeiten durch. Unter anderem wurde die Innenbeschichtung der Druckleitung erneuert, was zu einer deutlichen Wirkungsgradverbesserung und einer Steigerung der Stromproduktion von gegen 1& Mio. Kilowattstunden (kWh) führte. Im überdurchschnittlichen Jahr 2012 produzierte das Werk Litzirüti rund 24,8 Mio. kWh und das Kraftwerk Lüen, das am 1. Oktober 1983 von Arosa Energie übernommen wurde, insgesamt 45,3 Mio. kWh Strom.

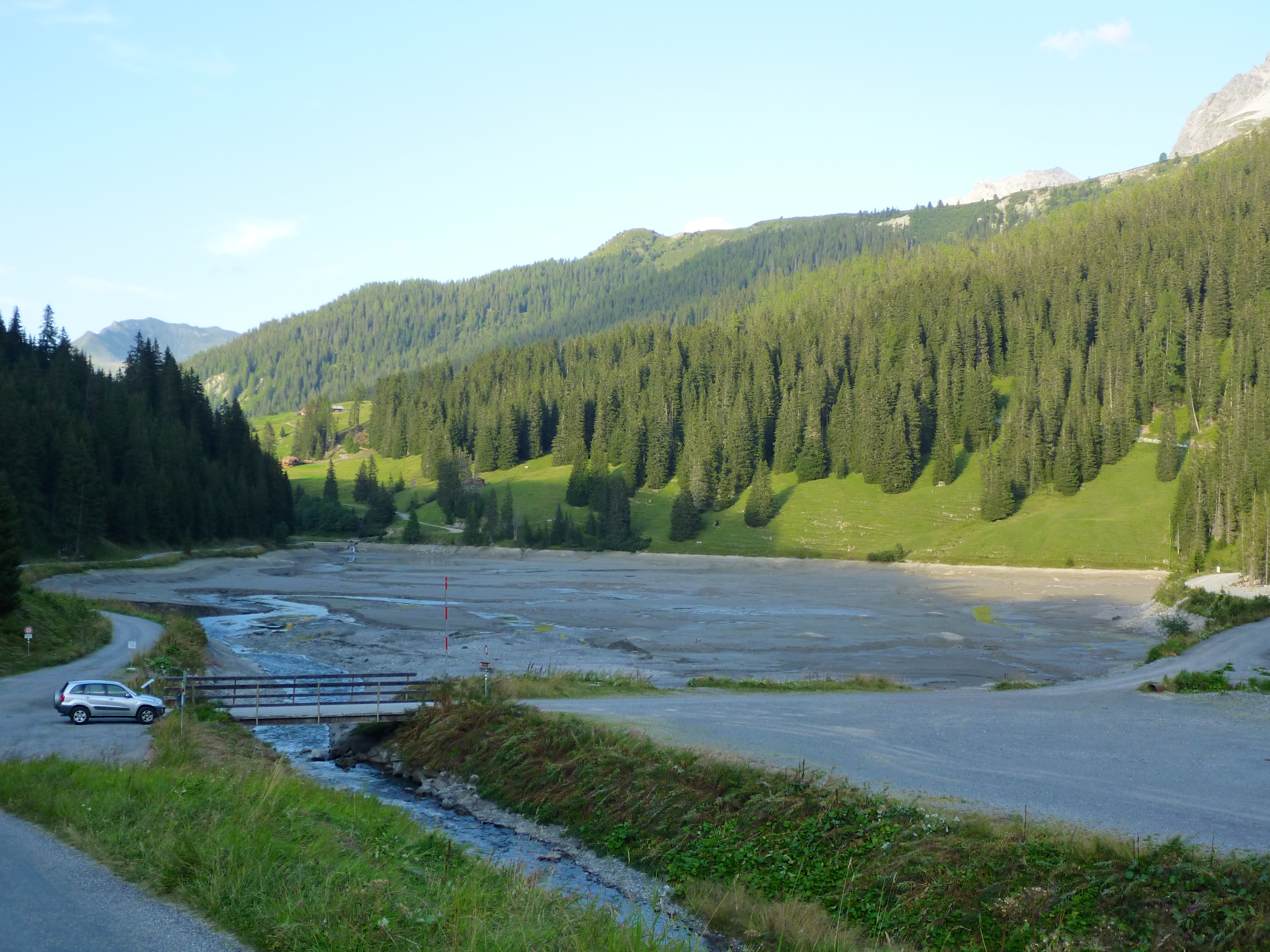
Entleerter Stausee mit Zufluss Plessur (2011)

Seit dem April 2013 betreibt Arosa Energie auch das neuerstellte Kraftwerk Sagenbach in Tschiertschen. Die Anlage nutzt aus 17 Quadratkilometern Einzugsgebiet das 518 Meter messende Gefälle des Sagenbachs – den Zusammenfluss von Urden- und Farurer Alpbach – zwischen der alten Tschiertscher Säge und der bestehenden Kraftwerkzentrale in Lüen zur Stromproduktion. Die jährliche Kapazität der 14 Millionen Franken teuren Anlage beträgt rund 11 Millionen Kilowattstunden, was einem Bedarf von rund 2500 Haushalten entspricht. Als baulich herausragendes Element gilt die selbsttragende und speziell fundierte Rohrbrücke über die Plessur. Werkeigentümerin ist die im April 2011 gegründete Kraftwerk Sagenbach AG, die zu 60 % der Axpo Power AG, zu 30 % der Gemeindekorporation Lüen und zu 10 % der Gemeinde Tschiertschen-Praden gehört.
Im September 2017 wurde der Stausee wie zuletzt 2011 gespült und entleert. Während sechs Wochen wurde der Einlaufschütz repariert und Sanierungsarbeiten in der Hang- und Druckleitung ausgeführt. Durch einen 1997 realisierten Vordamm war gewährleistet, dass nach der Absenkung des Wasserspiegels ein Restsee verblieb. Darin konnte ein Teil der im See lebenden Fische zurückgehalten werden.